# Pterolophia capreola
Pterolophia capreola là một loài bọ cánh cứng trong họ Cerambycidae.